# 谦豫书舍
谦豫书舍，位于中国江西省抚州市南丰县琴城镇古城胜利路中段，坐北朝南，是一所著名的大型私塾。“谦豫”二字取自《易经》中的两卦，代表谨慎和顺时而动。

## 建筑
谦豫书舍内部幽深，前后三进天井，四进厅堂，均为二层楼房，有多个小房间，以回廊连通。

## 保护
2018年3月9日，谦豫书舍公布为第六批江西省文物保护单位，编号6-3-061。